# Kevin Costner

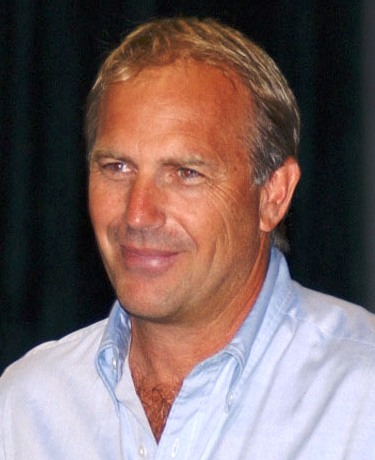
Kevin Costner în 2003

Kevin Costner (n. 18 ianuarie 1955, Lynwood⁠(d), California, SUA) este un actor, producător și regizor de film american. A primit două premii Oscar, ambele pentru filmul Dansând cu lupii (1990), un premiu pentru cel mai bun regizor și pentru producător al filmului. Are de asemenea trei premii Globul de Aur și un premiu Emmy.
Primele sale roluri notabile au fost în filmele Incoruptibilii (1987), Bull Durham (1988) și Terenul de baseball (1989). În 1990, a dat lovitura cu filmul Dansând cu lupii în care a jucat rolul principal, a fost debutul său regizoral și a fost producător. A fost o lovitură de box-office, cu încasări de 424,2 milioane de dolari față de doar 22 de milioane buget și a primit 12 nominalizări la premiile Oscar, câștigând șapte premii.
A continuat să impresioneze cu rolurile din JFK (1991) și Bodyguard (1992), dar a dezamăgit prin interpretarea din Robin Hood, prințul hoților pentru care a primit Zmeura de aur. A revenit cu roluri notabile în A Perfect World⁠(d) și Wyatt Earp⁠(d). În 1995, a venit un nou eșec, Lumea apelor, cel mai costisitor film făcut până la acel moment, dar primit cu păreri amestecate de către critici și nereușind să recupereze bugetul prin vânzarea de bilete în cinema, ci trecând pe profit abia după vânzările de înregistrări video. După încă o dezamăgire, Poștașul, a urmat o pantă descendentă în cariera lui Costner.
A urmat o perioadă de fluctuații, revenind în atenția publicului abia în 2012, cu rolul din miniseria Hatfields & McCoys⁠(d) pentru care a primit premiul Emmy pentru cel mai bun actor într-o miniserie și premiul Globul de Aur pentru cel mai bun actor într-o miniserie.
În 2018, a început să joace rolul John Dutton în serialul Yellowstone, rol care i-a adus în 2022 premiul Globul de Aur pentru cel mai bun actor într-un serial dramatic.

## Filmografie

### Filme
| An   | Titlu                              | Rol                              | Note                    |
| ---- | ---------------------------------- | -------------------------------- | ----------------------- |
| 1979 | Malibu Hot Summer                  | John Logan                       |                         |
| 1982 | Chasing Dreams                     | Ed                               |                         |
| 1982 | Night Shift                        | Frat Boy No. 1                   |                         |
| 1982 | Frances                            | Luther                           | necreditat              |
| 1983 | Stacy's Knights                    | Will Bonner                      |                         |
| 1983 | Table for Five                     | Newlywed Husband                 |                         |
| 1983 | Testament                          | Phil Pitkin                      |                         |
| 1983 | The Big Chill                      | Alex Marshall                    |                         |
| 1984 | The Gunrunner                      | Ted                              |                         |
| 1985 | Fandango                           | Gardner Barnes                   |                         |
| 1985 | Silverado                          | Jake                             |                         |
| 1985 | American Flyers                    | Marcus Sommers                   |                         |
| 1986 | Shadows Run Black                  | Jimmy Scott                      |                         |
| 1987 | The Untouchables                   | Eliot Ness                       |                         |
| 1987 | No Way Out                         | Lieutenant Commander Tom Farrell |                         |
| 1988 | Bull Durham                        | Crash Davis                      |                         |
| 1989 | Field of Dreams                    | Ray Kinsella                     |                         |
| 1990 | Revenge                            | Michael "Jay" Cochran            | + producător executiv   |
| 1990 | Dances with Wolves                 | Lieutenant John J. Dunbar        | + regizor și producător |
| 1991 | Robin Hood: Prince of Thieves      | Robin Hood                       |                         |
| 1991 | JFK                                | Jim Garrison                     |                         |
| 1992 | Oliver Stone: Inside Out           | El însuși                        | Documentar              |
| 1992 | The Bodyguard                      | Frank Farmer                     | + producător            |
| 1993 | A Perfect World                    | Robert "Butch" Haynes            |                         |
| 1994 | A Century of Cinema                | El însuși                        | Documentar              |
| 1994 | Wyatt Earp                         | Wyatt Earp                       | + producător            |
| 1994 | The War                            | Stephen Simmons                  |                         |
| 1995 | Waterworld                         | Mariner                          | + producător            |
| 1996 | Tin Cup                            | Roy "Tin Cup" McAvoy             |                         |
| 1997 | Sean Connery: An Intimate Portrait | El însuși                        | Documentar              |
| 1997 | The Postman                        | The Postman                      |                         |
| 1999 | Message in a Bottle                | Garret Blake                     | + producător            |
| 1999 | For Love of the Game               | Billy Chapel                     |                         |
| 1999 | Play It to the Bone                | Ringside Fan                     | Cameo                   |
| 2000 | Thirteen Days                      | Kenny O'Donnell                  |                         |
| 2001 | 3000 Miles to Graceland            | Thomas J. Murphy                 |                         |
| 2002 | Dragonfly                          | Joe Darrow                       |                         |
| 2003 | Open Range                         | Charley Waite                    | + regizor și producător |
| 2005 | The Upside of Anger                | Denny Davies                     |                         |
| 2005 | Rumor Has It...                    | Beau Burroughs                   |                         |
| 2006 | The Guardian                       | Ben Randall                      |                         |
| 2007 | Mr. Brooks                         | Mr. Earl Brooks                  |                         |
| 2008 | Swing Vote                         | Bud Johnson                      |                         |
| 2009 | The New Daughter                   | John James                       |                         |
| 2011 | The Company Men                    | Jack Dolan                       |                         |
| 2013 | Man of Steel                       | Jonathan Kent                    |                         |
| 2014 | Jack Ryan: Shadow Recruit          | Thomas Harper                    |                         |
| 2014 | 3 Days to Kill                     | Ethan Renner                     |                         |
| 2014 | Draft Day                          | Sonny Weaver, Jr.                |                         |
| 2014 | The Man Who Saved the World        | El însuși                        | Documentar              |
| 2015 | Black or White                     | Elliot Anderson                  |                         |
| 2015 | McFarland, USA                     | Jim White                        |                         |
| 2016 | Criminal                           | Jericho Stewart                  |                         |
| 2016 | Batman v Superman: Dawn of Justice | Jonathan Kent                    |                         |
| 2016 | Hidden Figures                     | Al Harrison                      |                         |
| 2017 | Molly's Game                       | Larry Bloom                      |                         |
| 2019 | The Highwaymen                     | Frank Hamer                      |                         |
| 2019 | The Art of Racing in the Rain      | Enzo (voice)                     |                         |
| 2020 | Let Him Go                         | George Blackledge                | De asemenea producător  |
| 2021 | Zack Snyder's Justice League       | Jonathan Kent                    |                         |

### Televiziune
| An        | Titlu                 | Rol                                    | Note                                 |
| --------- | --------------------- | -------------------------------------- | ------------------------------------ |
| 1985      | Amazing Stories       | Captain                                | 2 episoade                           |
| 1990      | The Earth Day Special | Bartender                              |                                      |
| 2012      | Hatfields & McCoys    | William Anderson "Devil Anse" Hatfield | + producător                         |
| 2018–2024 | Yellowstone           | John Dutton                            | Rol principal; + producător executiv |

### Regizor
| An   | Titlu              | Note                            |
| ---- | ------------------ | ------------------------------- |
| 1990 | Dances with Wolves |                                 |
| 1997 | The Postman        | Razzie Award for Worst Director |
| 2003 | Open Range         |                                 |

### Producător
| An   | Titlu               | Note                |
| ---- | ------------------- | ------------------- |
| 1990 | Dances with Wolves  |                     |
| 1994 | Rapa Nui            |                     |
| 1994 | Wyatt Earp          |                     |
| 1995 | Waterworld          |                     |
| 1999 | Message in a Bottle |                     |
| 2000 | Thirteen Days       |                     |
| 2007 | Mr. Brooks          |                     |
| 2012 | Hatfields & McCoys  |                     |
| 2015 | Black or White      |                     |
| 2018 | Yellowstone         | Producător executiv |
| 2020 | Let Him Go          | Producător executiv |

## Premii și nominalizări
| An   | Asociație                                 | Categorie                                                                   | Lucrare nominalizată          | Rezultat     |
| ---- | ----------------------------------------- | --------------------------------------------------------------------------- | ----------------------------- | ------------ |
| 1990 | National Board of Review                  | Best Director                                                               | Dances with Wolves            | Câștigat     |
| 1991 | Academy Awards                            | Best Actor                                                                  | Dances with Wolves            | Nominalizare |
| 1991 | Academy Awards                            | Best Director                                                               | Dances with Wolves            | Câștigat     |
| 1991 | Academy Awards                            | Best Picture                                                                | Dances with Wolves            | Câștigat     |
| 1991 | Chicago Film Critics Association Awards   | Best Actor                                                                  | Dances with Wolves            | Nominalizare |
| 1991 | Chicago Film Critics Association Awards   | Best Director                                                               | Dances with Wolves            | Nominalizare |
| 1991 | David di Donatello Awards                 | Best Foreign Actor                                                          | Dances with Wolves            | Nominalizare |
| 1991 | David di Donatello Awards                 | Best Foreign Film                                                           | Dances with Wolves            | Nominalizare |
| 1991 | Directors Guild of America                | Best Director                                                               | Dances with Wolves            | Câștigat     |
| 1991 | Golden Globe Awards                       | Best Actor – Drama                                                          | Dances with Wolves            | Nominalizare |
| 1991 | Golden Globe Awards                       | Best Director – Motion Picture                                              | Dances with Wolves            | Câștigat     |
| 1992 | BAFTA Awards                              | Best Actor in a Leading Role                                                | Dances with Wolves            | Nominalizare |
| 1992 | BAFTA Awards                              | Best Direction                                                              | Dances with Wolves            | Nominalizare |
| 1992 | Cinema of France                          | Best Foreign Film                                                           | Dances with Wolves            | Nominalizare |
| 1992 | Cinema of Germany                         | Best Foreign Film                                                           | Dances with Wolves            | Câștigat     |
| 1992 | Cinema of Japan                           | Best Foreign Language Film                                                  | Dances with Wolves            | Câștigat     |
| 1992 | Golden Globe Awards                       | Best Actor – Drama                                                          | JFK                           | Nominalizare |
| 1992 | MTV Movie Awards                          | Most Desirable Male                                                         | Robin Hood: Prince of Thieves | Nominalizare |
| 1992 | MTV Movie Awards                          | Best On-Screen Duo (with Morgan Freeman)                                    | Robin Hood: Prince of Thieves | Nominalizare |
| 1992 | MTV Movie Awards                          | Best Male Performance                                                       | Robin Hood: Prince of Thieves | Nominalizare |
| 1992 | Razzie Awards                             | Worst Actor                                                                 | Robin Hood: Prince of Thieves | Câștigat     |
| 1992 | Saturn Awards                             | Best Actor                                                                  | Robin Hood: Prince of Thieves | Nominalizare |
| 1993 | MTV Movie Awards                          | Most Desirable Male                                                         | The Bodyguard                 | Nominalizare |
| 1993 | MTV Movie Awards                          | Best On-Screen Duo (with Whitney Houston)                                   | The Bodyguard                 | Nominalizare |
| 1993 | MTV Movie Awards                          | Best Male Performance                                                       | The Bodyguard                 | Nominalizare |
| 1993 | Razzie Award                              | Worst Actor                                                                 | The Bodyguard                 | Nominalizare |
| 1996 | Razzie Award                              | Worst Actor                                                                 | Waterworld                    | Nominalizare |
| 1997 | Golden Globe Awards                       | Best Actor – Musical or Comedy                                              | Tin Cup                       | Nominalizare |
| 1998 | Saturn Awards                             | Best Actor                                                                  | The Postman                   | Nominalizare |
| 1998 | Razzie Award                              | Worst Picture                                                               | The Postman                   | Câștigat     |
| 1998 | Razzie Award                              | Worst Actor                                                                 | The Postman                   | Câștigat     |
| 1998 | Razzie Award                              | Worst Director                                                              | The Postman                   | Câștigat     |
| 2000 | Blockbuster Entertainment Awards          | Favorite Actor – Drama or Romance                                           | Message in a Bottle           | Nominalizare |
| 2005 | San Francisco Film Critics Circle         | Best Supporting Actor                                                       | The Upside of Anger           | Câștigat     |
| 2005 | Satellite Awards                          | Best Supporting Actor – Motion Picture                                      | The Upside of Anger           | Nominalizare |
| 2006 | Broadcast Film Critics Association Awards | Best Supporting Actor                                                       | The Upside of Anger           | Nominalizare |
| 2012 | Critics' Choice Television Award          | Best Movie/Miniseries Actor                                                 | Hatfields & McCoys            | Nominalizare |
| 2012 | Primetime Emmy Awards                     | Outstanding Lead Actor in a Miniseries or a Movie                           | Hatfields & McCoys            | Câștigat     |
| 2012 | Primetime Emmy Awards                     | Outstanding Miniseries or Movie                                             | Hatfields & McCoys            | Nominalizare |
| 2012 | Satellite Awards                          | Best Actor – Miniseries or Television Film                                  | Hatfields & McCoys            | Nominalizare |
| 2013 | Golden Globe Awards                       | Best Actor – Miniseries or Television Film                                  | Hatfields & McCoys            | Câștigat     |
| 2013 | Screen Actors Guild Awards                | Outstanding Performance by a Male Actor in a Miniseries or Television Movie | Hatfields & McCoys            | Câștigat     |
| 2022 | Screen Actors Guild Awards                | Outstanding Ensemble in a Drama Series                                      | Yellowstone                   | Nominalizare |
| 2023 | Golden Globe Awards                       | Best Actor – Television Series Drama                                        | Yellowstone                   | Câștigat     |